# Tibold nemzetség
A Tibold nemzetség (Tibolch, Tybold, Tibold bani, Thiboldi) történeti hagyományai Kézai szerint még Géza fejedelem idejébe nyúlnak vissza. Ekkor költözött Magyarországra a nemzetség őse Tibold ispán Bajorország Fanberg vagy Samberg vagy Schaumburg nevű városából. A felső-ausztriai, Duna menti Schaumburg vára a 10. században Bajorország része volt.

## Története
A Tibold nemzetség valószínű, hogy korán megszerezte Dráva mentén fekvő birtokait és ezek központját, Babócsát, ahol azután Szent Miklós tiszteletére bencésmonostort emeltek.
A nemzetség 1231-ben már nagy vagyonnal rendelkezett. Első ismert őse  Bodor volt, kinek fiai: Jakab, Kozma, Pethe, Tamás, Bodor és Tibold voltak.
1231-ben a nemzetség fent nevezett tagjai már 27 dráváninneni (talán mind somogyvármegyei) helységen, köztük Babócsa, Somogytarnóca , Komlósd, Péterhida, Bolhó, Lábod és az ennek környékén levő falvakon osztoztak meg. A későbbiekben szerezték még Som-ot és (az eltünt) Kapurév nevű helységeket.
A nemzetség legkiválóbb tagja Tibold volt, aki báni méltóságot töltött be. (1231 és 1269 között két ilyen nevű tagja is  élt a nemzetségnek)
A  Tibold nemzetség Babócsán birtokos ágát Babócsaiaknak is nevezték,  és a 14. század közepén megszűnt Somogyban birtokos lenni.
A nemzetség egyes tagjai Babócsa környékéről a Dráva másik partjára, az akkoriban még meglehetősen lakatlan Körös megyében mindinkább délebbre húzódtak; a Szaplonca, Tapolca, Peker-patakok völgyeiben szereztek maguknak újabb birtokokat, egészen a Száva partjáig, ahol a mai Szuboczka patak mellett vetették meg hatalmas uradalmuknak; a Szencsei uradalomnak alapjait.